# Liste der Kulturdenkmale in Hohenberg-Krusemark
In der Liste der Kulturdenkmale in Hohenberg-Krusemark  sind alle  Kulturdenkmale der Gemeinde Hohenberg-Krusemark und ihrer Ortsteile aufgelistet. Grundlage ist das Denkmalverzeichnis des Landes Sachsen-Anhalt, das auf Basis des Denkmalschutzgesetzes des Landes Sachsen-Anhalt vom 21. Oktober 1991 durch das Landesamt für Denkmalpflege und Archäologie Sachsen-Anhalt erstellt und seither laufend ergänzt wurde (Stand: 31. Dezember 2022).

## Kulturdenkmale nach Ortsteilen

### Altenzaun
| Lage                                         | Bezeichnung           | Beschreibung             | Erfassungs- nummer | Ausweisungsart               | Bild           |
| -------------------------------------------- | --------------------- | ------------------------ | ------------------ | ---------------------------- | -------------- |
| Käcklitz (Karte)                             | Kirchenruine Käcklitz | Kirchenruine             | 094 36563          | Baudenkmal                   | Weitere Bilder |
| an der K 1466 (Karte)                        | Distanzstein          |                          | 094 36575          | Kleindenkmal                 | Distanzstein   |
| an der K 1064; Abschnitt 004, km 0,2 (Karte) | Distanzstein          |                          | 094 36577          | Kleindenkmal                 | Distanzstein   |
| an der K 1466; Abschnitt 008, km 0,2 (Karte) | Gedenkstein           | York-Stein               | 094 36358          | Kleindenkmal                 | Gedenkstein    |
| Hauptstraße vor Nr. 6 (Karte)                | Distanzstein          |                          | 094 36578          | Kleindenkmal                 | Distanzstein   |
| Hauptstraße 27 (Karte)                       | Kirche                |                          | 094 36357          | Baudenkmal                   | Kirche         |
| Hofstraße 3, 4, 5, 6, 7 (Karte)              | Rittergut             | Rittergut Altenzaun I+II | 094 97619          | Baudenkmal                   | Weitere Bilder |
| Hofstraße 3, 4, 5, 6, 7 (Karte)              | Herrenhaus            | Herrenhaus               | 094 97619 001      | Teilobjekt eines Baudenkmals | BW             |
| Hofstraße 3, 4, 5, 6, 7 (Karte)              | Park                  | Park                     | 094 97619 002      | Teilobjekt eines Baudenkmals | BW             |

### Gethlingen
| Lage                               | Bezeichnung | Beschreibung | Erfassungs- nummer | Ausweisungsart | Bild   |
| ---------------------------------- | ----------- | ------------ | ------------------ | -------------- | ------ |
| Dorfstraße (Karte)                 | Kirche      |              | 094 36418          | Baudenkmal     | Kirche |
| Gethlingen II, Hermannshof (Karte) | Rittergut   |              | 094 36580          | Baudenkmal     | BW     |

### Groß-Ellingen
| Lage                                       | Bezeichnung | Beschreibung | Erfassungs- nummer | Ausweisungsart | Bild       |
| ------------------------------------------ | ----------- | ------------ | ------------------ | -------------- | ---------- |
| Alte Heerstraße 9 (Karte)                  | Bauernhaus  |              | 094 36567          | Baudenkmal     | Bauernhaus |
| Alte Heerstraße 14 gegenüber Nr. 9 (Karte) | Bauernhof   |              | 094 36568          | Baudenkmal     | Bauernhof  |

### Hindenburg
| Lage                                    | Bezeichnung  | Beschreibung | Erfassungs- nummer | Ausweisungsart | Bild         |
| --------------------------------------- | ------------ | ------------ | ------------------ | -------------- | ------------ |
| Werbener Straße / Breite Straße (Karte) | Distanzstein |              | 094 36579          | Kleindenkmal   | Distanzstein |
| Am Kirchberg 2 (Karte)                  | Bauernhaus   |              | 094 36416          | Baudenkmal     | BW           |
| Grüner Weg 1 (Karte)                    | Bauernhof    |              | 094 36583          | Baudenkmal     | BW           |
| Hollandtweg 22 (Karte)                  | Bauernhaus   |              | 094 36582          | Baudenkmal     | BW           |
| Kirchweg (Karte)                        | Kirche       |              | 094 36417          | Baudenkmal     | Kirche       |

### Hohenberg-Krusemark
| Lage                             | Bezeichnung | Beschreibung | Erfassungs- nummer | Ausweisungsart | Bild |
| -------------------------------- | ----------- | ------------ | ------------------ | -------------- | ---- |
| Dorfstraße 1 neben Nr. 2 (Karte) | Gutshaus    | Hermannshof  | 094 36580          | Baudenkmal     | BW   |

### Kirch-Polkritz
| Lage                 | Bezeichnung | Beschreibung | Erfassungs- nummer | Ausweisungsart | Bild           |
| -------------------- | ----------- | ------------ | ------------------ | -------------- | -------------- |
| Dorfstraße (Karte)   | Kirche      |              | 094 36464          | Baudenkmal     | Weitere Bilder |
| Dorfstraße 4 (Karte) | Bauernhaus  |              | 094 36574          | Baudenkmal     | BW             |

### Klein Ellingen
| Lage                                | Bezeichnung  | Beschreibung | Erfassungs- nummer | Ausweisungsart | Bild         |
| ----------------------------------- | ------------ | ------------ | ------------------ | -------------- | ------------ |
| Dorfstraße gegenüber Nr. 12 (Karte) | Distanzstein |              | 094 36569          | Kleindenkmal   | Distanzstein |

### Krusemark
| Lage                                                                                     | Bezeichnung  | Beschreibung | Erfassungs- nummer | Ausweisungsart | Bild           |
| ---------------------------------------------------------------------------------------- | ------------ | ------------ | ------------------ | -------------- | -------------- |
| Dorfstraße 60 (Karte)                                                                    | Pfarrhof     |              | 094 36566          | Baudenkmal     | BW             |
| Eichstraße gegenüber Eichstraße 30                                                       | Gedenkstätte |              | 107 35023          | Baudenkmal     |                |
| Ellinger Straße südlich der Ortslage H.-K. Gebäudegruppe mit Pfarrhof und Schule (Karte) | Kirche       |              | 094 36419          | Baudenkmal     | Weitere Bilder |

### Osterholz
| Lage                                                          | Bezeichnung | Beschreibung | Erfassungs- nummer | Ausweisungsart | Bild           |
| ------------------------------------------------------------- | ----------- | ------------ | ------------------ | -------------- | -------------- |
| Dorfstraße 11 (Karte)                                         | Wohnhaus    |              | 094 36576          | Baudenkmal     | BW             |
| Dorfstraße 13, 14, 15, 16, 17, 18, 19, 20, 21, 22, 23 (Karte) | Rittergut   |              | 094 36485          | Baudenkmal     | Weitere Bilder |

### Schwarzholz
| Lage                         | Bezeichnung  | Beschreibung | Erfassungs- nummer | Ausweisungsart | Bild         |
| ---------------------------- | ------------ | ------------ | ------------------ | -------------- | ------------ |
| Dorfstraße vor Nr. 1 (Karte) | Distanzstein |              | 094 36571          | Kleindenkmal   | Distanzstein |
| Dorfstraße 1 (Karte)         | Bauernhaus   |              | 094 36570          | Baudenkmal     | Bauernhaus   |
| Dorfstraße 8 (Karte)         | Wohnhaus     |              | 094 36573          | Baudenkmal     | BW           |
| Dorfstraße 22 (Karte)        | Wohnhaus     |              | 094 36572          | Baudenkmal     | BW           |

## Ehemalige Kulturdenkmale nach Ortsteilen
Die nachfolgenden Objekte waren ursprünglich ebenfalls denkmalgeschützt oder wurden in der Literatur als Kulturdenkmale geführt. Die Denkmale bestehen heute jedoch nicht mehr, ihre Unterschutzstellung wurde aufgehoben oder sie werden nicht mehr als Denkmale betrachtet. Mitunter sind Einzelobjekte aber noch immer Bestandteil eines geschützten Denkmalbereichs.

### Gethlingen
| Lage                | Bezeichnung | Beschreibung                                                                          | Erfassungs- nummer | Ausweisungsart | Bild |
| ------------------- | ----------- | ------------------------------------------------------------------------------------- | ------------------ | -------------- | ---- |
| Zum Gutshof (Karte) | Gutshaus    | Herrenhaus 2022, nach dem Verlust des Objekts, aus dem Denkmalverzeichnis gestrichen. | 094 36581          | Baudenkmal     | BW   |

## Legende
In den Spalten befinden sich folgende Informationen:
- Lage: Nennt den Straßennamen und wenn vorhanden die Hausnummer des Kulturdenkmals. Die Grundsortierung der Liste erfolgt nach dieser Adresse. Der Link „Karte“ führt zu verschiedenen Kartendarstellungen und nennt die geographischen Koordinaten.
Link zu einem Kartenansichtstool, um Koordinaten zu setzen. In der Kartenansicht sind Baudenkmale ohne Koordinaten mit einem roten bzw. orangen Marker dargestellt und können in der Karte gesetzt werden. Baudenkmale ohne Bild sind mit einem blauen bzw. roten Marker gekennzeichnet, Baudenkmale mit Bild mit einem grünen bzw. orangen Marker.
- Offizielle Bezeichnung: Nennt den Namen, die Bezeichnung oder zumindest die Art des Kulturdenkmals und verlinkt, soweit vorhanden, auf den Artikel zum Objekt.
- Beschreibung: Nennt bauliche und geschichtliche Einzelheiten des Kulturdenkmals, vorzugsweise die Denkmaleigenschaften.
- Erfassungsnummer: Für jedes Kulturdenkmal wird in Sachsen-Anhalt eine 20stellige Erfassungsnummer vergeben. Die letzten zwölf Ziffern werden für die Untergliederung nach Teilobjekten genutzt und werden nur angegeben, soweit vergeben. In dieser Spalte kann sich folgendes Icon  befinden, dies führt zu Angaben zu diesem Baudenkmal bei Wikidata.
- Ausweisungsart: Die Einordnung des Denkmales nach § 2 Abs. 2 DenkmSchG LSA
- Bild: Ein Bild des Denkmales, und gegebenenfalls einen Link zu weiteren Fotos des Kulturdenkmals im Medienarchiv Wikimedia Commons. Wenn man auf das Kamerasymbol klickt, können Fotos zu Kulturdenkmalen aus dieser Liste hochgeladen werden: